# Тор Херамб
Тор Херамб (29 декември 1916 – 16 юни 2014) е норвежки художник и илюстратор. Изкуството му е вдъхновено от импресионизма и от кубизма. Неговият артистичен стил обикновено се описва като колорист и често включва абстрактни пейзажи.

## Биография
Роден е в Кристияния (днешно Осло), Норвегия. Той е син на Густав Херамб (1886 – 1956) и Сигне Мари Михелсен (1891 – 1966). Обучава се в Норвежката национална академия по занаятчийска и художествена индустрия (1935 – 37) и в Норвежката национална академия за изящни изкуства под ръководството на Жан Хайберг (1939 – 1940). Дебютира в „Хьостстиститинген“ в Осло през 1938 г. и прави първата си самостоятелна изложба в Кунщнерфорбунде през 1943 г.
Провежда учебни пътувания до Италия (1939), Копенхаген (1946), Париж (1949) и Прованс (1951 – 52).
Между 1947 и 1948 г. той изпълнява декорациите за кметството на Акер (Akers herredshus). Норвежкият музей за съвременно изкуство е придобил двадесет негови творби. Той е представен в Националната галерия в Осло. В международен план творбите му са представени в Националната галерия на Дания, Гьотеборгския музей на изкуствата и Стокхолмския градски музей.

## Личен живот
Тор Херамб е бил женен два пъти. За първи път се жени за Елън Счиец (1918 – 1942). След смъртта ѝ той се жени за Ранди Синовев Ериксен през 1944 г.